# Síndrome de Asherman
Síndrome de Asherman (AS), também chamada de sinéquias uterinas ou adesões intrauterinas, é a condição caracterizada pela presença de adesões e/ou fibrose no interior da cavidade uterina devido a cicatrizes.
Mulheres que fazem aborto tem mais probabilidade de ter a Síndrome de Asherman, pois tem mais chances de evoluir problemas uterinos devido ao aborto. Mulheres que também já tiveram hemorragias uterinas tem chances de evoluir a síndrome.

## História
Foi descrita pela primeira vez em 1894 pelo ginecologista e obstetra alemão Heinrich Fritsch (Fritsch, 1894) e, posteriormente, melhor caracterizada pelo ginecoloigista e obstetra israelense Joseph Asherman (1889–1968) em 1948.